# Фронтенак (Міссурі)
Фронтенак (англ. Frontenac) — місто (англ. city) в США, в окрузі Сент-Луїс штату Міссурі. Населення — 3612 особи (2020).

## Географія
Фронтенак розташований за координатами 38°37′48″ пн. ш. 90°25′8″ зх. д. / 38.63000° пн. ш. 90.41889° зх. д. (38.629921, -90.418919).  За даними Бюро перепису населення США в 2010 році місто мало площу 7,46 км², уся площа — суходіл.

## Демографія
Згідно з переписом 2010 року, у місті мешкали 3482 особи в 1267 домогосподарствах у складі 1036 родин. Густота населення становила 467 осіб/км².  Було 1357 помешкань (182/км²).
Расовий склад населення:
| - 90,1 % — білих - 5,6 % — азіатів - 2,6 % — чорних або афроамериканців - 0,1 % — корінних американців |

До двох чи більше рас належало 1,2 %. Частка іспаномовних становила 1,5 % від усіх жителів.
За віковим діапазоном населення розподілялося таким чином: 24,9 % — особи молодші 18 років, 53,8 % — особи у віці 18—64 років, 21,3 % — особи у віці 65 років та старші. Медіана віку мешканця становила 49,2 року. На 100 осіб жіночої статі у місті припадало 91,0 чоловіків;  на 100 жінок у віці від 18 років та старших — 87,3 чоловіків також старших 18 років.
Середній дохід на одне домашнє господарство  становив 219 826 доларів США (медіана — 127 500), а середній дохід на одну сім'ю — 252 268 доларів (медіана — 169 522). За межею бідності перебувало 4,2 % осіб, у тому числі 3,8 % дітей у віці до 18 років та 6,3 % осіб у віці 65 років та старших.
Цивільне працевлаштоване населення становило 1704 особи. Основні галузі зайнятості: освіта, охорона здоров'я та соціальна допомога — 32,0 %, науковці, спеціалісти, менеджери — 18,5 %, фінанси, страхування та нерухомість — 15,6 %.